# Pulau-pulau Tioro
Pulau-pulau Tioro är öar i Indonesien. De ligger i den centrala delen av landet, 1 700 km öster om huvudstaden Jakarta.